# Lena Ekblad
Lena Margareta Ekblad, tidigare Johansson, född Eriksson den 30 september 1935 i Söndrum, är en svensk lärare och före detta friidrottare (diskuskastning). 
Ekblad studerade på 1950-talet vid Lunds universitet och var därvid bland annat kvinnlig idrottsförman i Hallands nation. Parallellt hade hon en elitidrottskarriär inom IFK Halmstad för vilken hon 1957 (då under namnet Johansson) för första gången blev svensk mästare i diskus (40,47 meter). Senare har hon även tävlat för IFK Umeå åren 1969 (nytt SM-guld, 42,56 meter) och 1970 (SM-silver), och senare Råby-Rekarne GoIF. Hennes distriktsrekord för IFK Umeå 1971 (44,04 meter) förblev oslaget i drygt femton år.
Makarna Ekblad flyttade 1976 till Lidköping där hon arbetade som lärare vid Rudenschöldskolan fram till sin pensionering. På äldre dagar har hon varit engagerad i seniorgolfen inom Lidköpings golfklubb. Hon ägnade sig också under många år åt segling i Medelhavet.
Ekblad är dotter till folkskolläraren (senare rektor och skolchef) Carl-Erik Eriksson och dennes hustru Margit, född Åsberg. Hon är gift med tidigare gjuterichefen vid Lidköping Machine Tools AB Henry Ekblad (ursprungligen Johansson), vilken även han varit idrottare för IFK Umeå och 1965 tilldelades Västerbottens Idrottsförbunds elitmärke. Paret har tre söner.